# New World (album av Lauri Ylönen)
New World är debutsoloalbumet av The Rasmus-sångaren Lauri Ylönen, utgivet under sitt förnamn Lauri den 30 mars 2011. Albumet producerades av Ylönen helt på egen hand och gavs ut genom hans eget skivbolag Dynasty. Inspelningen gjordes i samband med ett besök hos The Rasmus gitarrist Pauli Rantasalmi i Singapore hösten 2010. Till skillnad från The Rasmus gitarrbaserade rockmusik visar New World upp en elektroniskt stil med influenser av bland annat Daft Punk. Albumet uppnådde som högst andra placeringen på Finlands albumlista.  
Första singeln från albumet, "Heavy", släpptes som digital nedladdning den 25 februari 2011 och diskuterar innebörden av yttrandefrihet. I videon till låten, som är regisserad av den svenske videoproducenten Owe Lingvall, syns en liten handdocka vid namn Amanda. Hon medverkar även i uppföljarvideon, "In the City", som spelades in i Las Vegas i april 2011 med premiärvisning online på Iltalehtis webbplats den 14 juni 2011.

## Bakgrund och inspelning
Den 15 november 2010 tillkännagavs det på flera olika nyhetssajter i Finland att Lauri planerar släppa ett soloalbum under mars 2011. Den 8 februari 2011 lanserades den officiella webbplatsen för soloprojektet där man bland annat tillkännagav titel, releasedatum och låtlista. Arbetstiteln för albumet var "Nightride".
Ylönen gav följande kommentarer om albumet:
| ” | Jag ville testa lite nya idéer som inte varit möjliga att frambringa med The Rasmus. De här låtarna som var opassande för bandet ville jag inte begrava bland demomapparna så jag bestämde mig för att ge ut dem på ett soloalbum. Det har varit suveränt att göra musik spontant och utan någon disciplin. | „ |

## Utgivning
Albumet släpptes först som digital nedladdning den 25 mars 2011 på Itunes Finland samt Spotify. CD-utgåvan släpptes i Finland fem dagar därefter, dock fanns det flera skivbutiker som levererade världen över. De som förhandsbokande albumet fick det en dag tidigare. Även om New World nådde andra plats på Finlands albumlista fick det ytterst lite uppmärksamhet utanför hemlandet. Förutom ett fåtal nationella recensioner av singeln "Heavy" har albumet inte fått några kända professionella recensioner och kritikernas mottagande av skivan är således okända.

## Låtar
Lauri har förklarat låttexterna i samband då de publicerades på hans webbplats. Tredje spåret, "Have a Little Mercy", har ett känsligt tema och beskriver en person som lider av anorexia. "Hello" handlar om en tjej som är dömd till döden. "Because of You" är tillägnad Lauris son. "What Are You Waiting For?" handlar om ett one-night stand. Skivan avslutas med titelspåret "New World", som förutom en datorröst består helt av instrumentell synthprogrammering.

## Låtlista
| Nr  | Titel                      | Kompositör               | Längd |
| --- | -------------------------- | ------------------------ | ----- |
| 1.  | Disco-nnect                | Lauri Ylönen             | 3:39  |
| 2.  | Heavy                      | Ylönen, Pauli Rantasalmi | 4:02  |
| 3.  | Have a Little Mercy        | Ylönen, Rantasalmi       | 3:42  |
| 4.  | Hello                      | Ylönen, Rantasalmi       | 4:26  |
| 5.  | In the City                | Ylönen, Rantasalmi       | 3:46  |
| 6.  | You Don't Remember My Name | Ylönen, Rantasalmi       | 3:25  |
| 7.  | Because of You             | Ylönen, Rantasalmi       | 3:58  |
| 8.  | What Are You Waiting For?  | Ylönen                   | 4:48  |
| 9.  | Got You on My Mind         | Ylönen                   | 4:23  |
| 10. | New World                  | Ylönen                   | 4:42  |

| 1. | What Are You Waiting For? (Allen Morgan Remix) | 4:03 |
| 2. | In the City (Allen Morgan Remix)               | 4:03 |
| 3. | Heavy (Video Violence Remix)                   | 3:56 |
| 4. | Disco-nnect (DJ Orkidea Remix)                 | 8:37 |
| 5. | Heavy (Alex Kunnari Remix)                     | 6:36 |
| 6. | In the City (Alex Kunnari Remix)               | 6:05 |
| 7. | Disco-nnect (Ilkka Hämäläinen Remix)           | 3:54 |
| 8. | Heavy (Heikki Liimatainen Remix)               | 6:18 |

## Listplaceringar

### Album
| Lista (2011)           | Högsta placering |
| ---------------------- | ---------------- |
| Finländska albumlistan | 2                |

### Singlar
| Titel   | Lista (2011)            | Högsta placering |
| ------- | ----------------------- | ---------------- |
| "Heavy" | Finländska singellistan | 2                |

## Medverkande
- Lauri Ylönen – sång, producent
- Antti Eräkangas – ljudtekniker, programmering
- Pauli Rantasalmi – ljudtekniker, programmering (2-7)
- Niklas Flyckt – mixning (2, 5; Dreamhill Studios, Stockholm)
- Anders Pantzer – assisterande mixning
- Svante Forsbäck – mastering (Chartmakers, Helsingfors)
- Ilkka Hämäläinen – fotografier
- Ville Karppanen – skivomslag

Information från albumets häfte.